# Portugal International 1984
Die Portugal International 1984 fanden in Caldas da Rainha statt. Es war die 19. Auflage dieser internationalen Titelkämpfe von Portugal im Badminton.

## Titelträger
| Disziplin    | Sieger                      | Finalist                | Ergebnis          |
| ------------ | --------------------------- | ----------------------- | ----------------- |
| Herreneinzel | Thomas Angarth              | Gerry Asquith           | 15–9, 10–15, 15–9 |
| Dameneinzel  | Fiona Elliott               | Eva Stuart              | 11–7, 11–6        |
| Herrendoppel | Gerry Asquith Elliot Stuart | David Eddy Chris Baxter | 17–15, 15–12      |
| Damendoppel  | Fiona Elliott Eva Stuart    | Gitte Rygaard B. Lund   | 15–9, 15–4        |
| Mixed        | Gerry Asquith Fiona Elliott | David Eddy Eva Stuart   | 15–12, 9–15, 15–3 |